# Bob Jaugstetter
Bob Jaugstetter, född den 15 juni 1948 i Savannah, Georgia, är en amerikansk roddare.
Han tog OS-silver i åtta med styrman i samband med de olympiska roddtävlingarna 1984 i Los Angeles.